# Edi Martini
Eduard Martini noto come Edi Martini (Scutari, 2 gennaio 1975) è un allenatore di calcio ed ex calciatore albanese, di ruolo centrocampista.

## Carriera

### Nazionale
Ha collezionato 2 presenze con la nazionale albanese.

## Statistiche

### Presenze e reti nei club
Statistiche aggiornate al 14 ottobre 2007.
| Stagione             | Squadra                  | Campionato           | Campionato | Campionato | Coppa nazionale | Coppa nazionale | Coppa nazionale | Coppe europee | Coppe europee | Coppe europee | Altre coppe | Altre coppe | Altre coppe | Totale | Totale |
| Stagione             | Squadra                  | Comp                 | Pres       | Reti       | Comp            | Pres            | Reti            | Comp          | Pres          | Reti          | Comp        | Pres        | Reti        | Pres   | Reti   |
| -------------------- | ------------------------ | -------------------- | ---------- | ---------- | --------------- | --------------- | --------------- | ------------- | ------------- | ------------- | ----------- | ----------- | ----------- | ------ | ------ |
| 1992-1993            | Vllaznia                 | KP                   | 0          | 8          | CA              | 0               | 0               | -             | -             | -             | -           | -           | -           | 0+     | 8+     |
| 1993-1994            | Vllaznia                 | KP                   | 0          | 14         | CA              | 0               | 0               | CU            | 0             | 0             | -           | -           | -           | 0+     | 14+    |
| 1994-1995            | Slavija Vevče            | 1. SNL               | 20         | 9          | CS              | 0               | 0               | -             | -             | -             | -           | -           | -           | 20     | 9      |
| 1995-1996            | SAK Klagenfurt           | 2L                   | 17         | 4          | CA              | 1               | 0               | -             | -             | -             | -           | -           | -           | 18     | 4      |
| 1996-1997            | Vllaznia                 | KP                   | 15         | 9          | CA              | 0               | 0               | CU            | 0             | 0             | -           | -           | -           | 15     | 9      |
| 1997-1998            | Eintracht Francoforte    | 2L                   | 1          | 0          | CG              | 0               | 0               | -             | -             | -             | -           | -           | -           | 1      | 0      |
| 1998-1999            | Eintracht Francoforte II | 4L                   | 0          | 0          | -               | -               | -               | -             | -             | -             | -           | -           | -           | 0      | 0      |
| 1999-2000            | Vllaznia                 | KS                   | 8          | 8          | CA              | 0               | 0               | UCL           | 0             | 0             | -           | -           | -           | 8      | 8      |
| 2000-gen. 2001       | Luftëtari                | KS                   | 13         | 5          | CA              | 0               | 0               | -             | -             | -             | -           | -           | -           | 13     | 5      |
| gen.-giu. 2001       | Vllaznia                 | KS                   | 11         | 7          | CA              | 0               | 0               | -             | -             | -             | -           | -           | -           | 11     | 7      |
| 2001-2002            | Vllaznia                 | KS                   | 15         | 6          | CA              | 0               | 0               | UCL           | 1             | 0             | SA          | 1           | 0           | 17     | 6      |
| 2002-gen. 2003       | Besëlidhja               | KS                   | 2          | 0          | CA              | 0               | 0               | -             | -             | -             | -           | -           | -           | 2      | 0      |
| gen.-giu. 2003       | Vllaznia                 | KS                   | 8          | 1          | CA              | 0               | 0               | -             | -             | -             | -           | -           | -           | 8      | 1      |
| 2003-2004            | Vllaznia                 | KS                   | 28         | 17         | CA              | 0               | 0               | CU            | 2             | 0             | SA          | 0           | 0           | 30     | 17     |
| Totale Vllaznia      | Totale Vllaznia          | Totale Vllaznia      | 85+        | 70+        |                 | 0               | 0               |               | 3             | 0             |             | 1           | 0           | 89+    | 70+    |
| 2004-2005            | Apolonia Fier            | KP                   | 0          | 0          | CA              | 0               | 0               | -             | -             | -             | -           | -           | -           | 0      | 0      |
| 2005-2006            | Apolonia Fier            | KP                   | 0          | 0          | CA              | 0               | 0               | -             | -             | -             | -           | -           | -           | 0      | 0      |
| Totale Apolonia Fier | Totale Apolonia Fier     | Totale Apolonia Fier | 0          | 0          |                 | 0               | 0               |               | -             | -             |             | -           | -           | 0      | 0      |
| Totale carriera      | Totale carriera          | Totale carriera      | 138+       | 88+        |                 | 1               | 0               |               | 3             | 0             |             | 1           | 0           | 143+   | 88+    |

## Palmarès

### Giocatore

#### Club

##### Competizioni nazionali
- 2. Fußball-Bundesliga: 1

Eintracht Francoforte: 1997-1998
- Supercoppa d'Albania: 1

Vllaznia: 2001

#### Individuale
- Capocannoniere del campionato albanese: 1

1993-1994 (14 reti)

### Allenatore
- Coppa d'Albania: 1

Teuta: 2019-2020
- Supercoppa d'Albania: 2

Teuta: 2020, 2021
- Campionato albanese: 1

Teuta: 2020-2021